# He Zehui
He Zehui ou Ho Zah-wei (何泽慧, 5 mars 1914 – 20 juin 2011) est une physicienne nucléaire chinoise qui a travaillé à développer et exploiter la physique nucléaire en Europe et en Chine.

## Biographie
He Zehui est née à Suzhou en 1914. Elle fréquente l'école no 10 de Suzhou, où elle s'intéresse à divers sujets et où elle fait partie de l'équipe de volleyball. Elle est diplômée en physique de l'université de Tsinghua à Beijing en 1936. Elle poursuit alors ses études à l'université technique de Berlin, où elle est major de sa promotion, devançant également son futur mari Qian Sanqiang. 
En 1943, elle participe à la mise au point d'une nouvelle chambre à brouillard, et en publiant en novembre 1945 les premières images de collisions de particules observées via ce dispositif, elle devient la première femme à voir ses résultats publiés dans la revue scientifique Nature. 
En 1946, elle se marie et déménage à Paris, où elle et son époux travaillent avec le couple Irène Joliot-Curie (fille de Marie Curie) et Frédéric Joliot - le couple chinois fait une découverte fondamentale sur la fission nucléaire, montrant que lors de sa désintégration, le noyau de l'uranium ne se casse pas toujours en deux mais peut se fragmenter en trois ou quatre noyaux secondaires. 
Le couple, qui a désormais acquis une renommée internationale les faisant désigner comme les « Curie chinois », décide de rentrer en Chine en 1948. De 1963 à 1973, He Zehui dirigera l'Institut d'énergie atomique pour développer la recherche nucléaire chinoise puis, de 1973 à 1984, l'IHEP (Institute of High Energy Physics) dans lequel elle sera l'animatrice principale des débuts de l'exploration spatiale à l'aide de ballons stratosphériques jusqu'à sa disparition en 2011.